# Марьяновка (Марьяновский сельский совет, Макаровский район)
Марья́новка (укр. Мар’янівка) — село, входит в Бучанский район Киевской области Украины.
Население по переписи 2001 года составляло 812 человек. Почтовый индекс — 08051. Телефонный код — 4578. Занимает площадь 0,219 км².

## Местный совет
08051, Київська обл., Макарівський р-н, с. Мар'янівка, вул. Леніна, 1